# Led Zeppelin North American Tour Summer 1970
Led Zeppelin North American Tour Summer 1970 – szósta amerykańska trasa koncertowa Led Zeppelin, która odbyła się na przełomie sierpnia i września 1970.

## Program koncertów
Podczas koncertów program ulegał zmianie. Typowa setlista wyglądała następująco:
1. „Immigrant Song” (Page, Plant)
2. „Heartbreaker” (Bonham, Page, Plant)
3. „Dazed and Confused” (Page, Plant, Dixon)
4. „Bring It On Home” (Page, Plant, Dixon)
5. „That’s the Way” (Page, Plant)
6. „Bron-Yn-Aur” (Page)
7. „Since I’ve Been Loving You” (Page, Plant, Jones)
8. Organ Solo/„Thank You” (Page, Plant)
9. „What Is and What Should Never Be” (Page, Plant)
10. „Moby Dick” (Bonham)
11. „Whole Lotta Love” (Bonham, Jones, Page, Plant, Dixon)

Bisy:
1. „Communication Breakdown” (Bonham, Jones, Page)
2. „Out on the Tiles” (Page, Plant, Bonham)
3. „How Many More Times” (Page, Jones, Bonham)
4. „Train Kept A Rollin'” (Bradshaw, Kay, Mann)
5. „Blueberry Hill” (Lewis, Stock)

## Lista koncertów
- 15 sierpnia – New Haven, Connecticut, USA – Yale Bowl
- 17 sierpnia – Hampton, Wirginia, USA – Hampton Roads Coliseum
- 19 sierpnia – Kansas City, Missouri, USA – Municipal Auditorium
- 20 sierpnia – Oklahoma City, Oklahoma, USA – State Fair Coliseum
- 21 sierpnia – Tulsa, Oklahoma, USA – Assembly Center
- 22 sierpnia – Fort Worth, Teksas, USA – Tarrant County Convention Center
- 25 sierpnia – Nashville, Tennessee, USA – Nashville Municipal Auditorium
- 26 sierpnia – Cleveland, Ohio, USA – Public Auditorium
- 28 sierpnia – Detroit, Michigan, USA – Olympic Stadium
- 29 sierpnia – Winnipeg, Manitoba, USA – Man-Pop Festival w Winnipeg Arena
- 31 sierpnia – Milwaukee, Wisconsin, USA – Milwaukee Arena
- 1 września – Seattle, Waszyngton, USA – Seattle Center Coliseum
- 2 września – Oakland, Kalifornia, USA – Oakland Coliseum
- 3 września – San Diego, Kalifornia, USA – San Diego Sports Arena
- 4 września – Inglewood, Kalifornia, USA – Kia Forum
- 5 i 6 września – Honolulu, Hawaje, USA – Neal S. Blaisdell Center
- 9 września – Boston, Massachusetts, USA – Boston Garden
- 19 września – Nowy Jork, USA – Madison Square Garden